# Оливади
Оливади (итал. Olivadi) — коммуна в Италии, располагается в регионе Калабрия, подчиняется административному центру Катандзаро.
Население составляет 643 человека, плотность населения составляет 92 чел./км². Занимает площадь 7 км². Почтовый индекс — 88060. Телефонный код — 0967.
Покровителем населённого пункта считается святой пророк Божий Илия. Праздник ежегодно празднуется 20 июля.
Близлежащие населённые пункты: Ченади, Чентраке, Петрицци, Сан-Вито-Сулло-Йонис, Валлефьорита.